# Open de Bulgarie de snooker 2015
L'Open de Bulgarie 2015 est un tournoi de snooker classé mineur, qui s'est déroulé du 4 au 8 novembre 2015 à la Universiada Hall à Sofia en Bulgarie. Il est sponsorisé par la Kreativ Dental Clinic. 

## Déroulement
Il s'agit de la cinquième épreuve du championnat européen des joueurs, une série de tournois disputés en Europe (6 épreuves) et en Asie (1 épreuve), lors desquels les joueurs doivent accumuler des points afin de se qualifier pour la grande finale à Manchester.
L'événement compte un total de 207 participants, dont 128 ont atteint le tableau final. Le vainqueur remporte une prime de 25 000 €.
Le tournoi est remporté par Mark Allen qui n'a laissé aucune chance au gallois Ryan Day, le battant 4 à 0 en finale, en un peu plus d'une heure. Allen remporte ainsi un cinquième titre sur le circuit européen en six finales disputées.

## Dotation
La répartition des prix est la suivante :
- Vainqueur : 25 000 €
- Finaliste : 12 000 €
- Demi-finaliste : 6 000 €
- Quart de finaliste : 4 000 €
- 8èmes de finale : 2 300 €
- 16èmes de finale : 1 200 €
- Deuxième tour : 700 €
- Dotation totale : 125 000 €

## Phases finales
|  | Quarts de finale au meilleur des 7 manches | Quarts de finale au meilleur des 7 manches | Quarts de finale au meilleur des 7 manches |            |            | Demi-finales au meilleur des 7 manches | Demi-finales au meilleur des 7 manches | Demi-finales au meilleur des 7 manches |  |  | Finale au meilleur des 7 manches | Finale au meilleur des 7 manches | Finale au meilleur des 7 manches |
|  |                                            |                                            |                                            |            |            |                                        |                                        |                                        |  |  |                                  |                                  |                                  |
|  |                                            | Sam Baird                                  | 4                                          |            |            |                                        |                                        |                                        |  |  |                                  |                                  |                                  |
|  |                                            | Judd Trump                                 | 1                                          |            |            |                                        |                                        |                                        |  |  |                                  |                                  |                                  |
|  |                                            | Judd Trump                                 | 1                                          |            | Sam Baird  | 2                                      |                                        |                                        |  |  |                                  |                                  |                                  |
|  |                                            |                                            |                                            |            | Sam Baird  | 2                                      |                                        |                                        |  |  |                                  |                                  |                                  |
|  |                                            |                                            | Ryan Day                                   | 4          |            |                                        |                                        |                                        |  |  |                                  |                                  |                                  |
|  |                                            | Mark Selby                                 | Ryan Day                                   | 4          | 0          |                                        |                                        |                                        |  |  |                                  |                                  |                                  |
|  |                                            | Mark Selby                                 |                                            |            | 0          |                                        |                                        |                                        |  |  |                                  |                                  |                                  |
|  |                                            | Ryan Day                                   | 4                                          |            |            |                                        |                                        |                                        |  |  |                                  |                                  |                                  |
|  |                                            |                                            |                                            |            |            |                                        |                                        |                                        |  |  |                                  | Ryan Day                         | 0                                |
|  |                                            |                                            |                                            | Mark Allen | 4          |                                        |                                        |                                        |  |  |                                  |                                  |                                  |
|  |                                            | Mark Allen                                 | 4                                          |            |            |                                        |                                        |                                        |  |  |                                  |                                  |                                  |
|  |                                            | Mike Dunn                                  | 3                                          |            |            |                                        |                                        |                                        |  |  |                                  |                                  |                                  |
|  |                                            | Mike Dunn                                  | 3                                          |            | Mark Allen | 4                                      |                                        |                                        |  |  |                                  |                                  |                                  |
|  |                                            |                                            |                                            |            | Mark Allen | 4                                      |                                        |                                        |  |  |                                  |                                  |                                  |
|  |                                            |                                            | Mark Williams                              | 0          |            |                                        |                                        |                                        |  |  |                                  |                                  |                                  |
|  |                                            | Mark Williams                              | Mark Williams                              | 0          | 4          |                                        |                                        |                                        |  |  |                                  |                                  |                                  |
|  |                                            | Mark Williams                              |                                            |            | 4          |                                        |                                        |                                        |  |  |                                  |                                  |                                  |
|  |                                            | Shaun Murphy                               | 3                                          |            |            |                                        |                                        |                                        |  |  |                                  |                                  |                                  |

## Finale
| Finale au meilleur des 7 manches Arbitre : Desislava Bozhilova |                          |                            |
| Ryan Day Pays de Galles                                        | 0 - 4 ( - )              | Mark Allen Irlande du Nord |
| 0 34                                                           | Centuries Meilleur break | 0 76                       |
| Mark Allen remporte l'Open de Bulgarie 2015                    |                          |                            |